# Râul Bistrița, Iza
Râul Bistrița este un curs de apă, al cincilea afluent de stânga afluent al Izei. 

## Hărți
- Harta județului Maramureș
- Harta munții Maramureș
- Harta munții Rodnei  Arhivat în 22 iulie 2020, la Wayback Machine.